# Sonifikacja
Sonifikacja – przedstawienie informacji (np. danych, obrazów) w formie dźwięku niebędącego mową. International Community for Auditory Display (ICAD) definiuje sonifikację jako „transformację relacji między danymi w dostrzegalne relacje w sygnale akustycznym w celu ułatwienia komunikacji lub interpretacji”.
Sonifikacja jest jednym z rodzajów prezentacji dźwiękiem (ang. auditory display).

## Przykłady zastosowań
- Licznik Geigera[4]
- Sonar[5]
- Wariometr[4]
- Termometr akustyczny[6]